# Gares fortifiées en Algérie

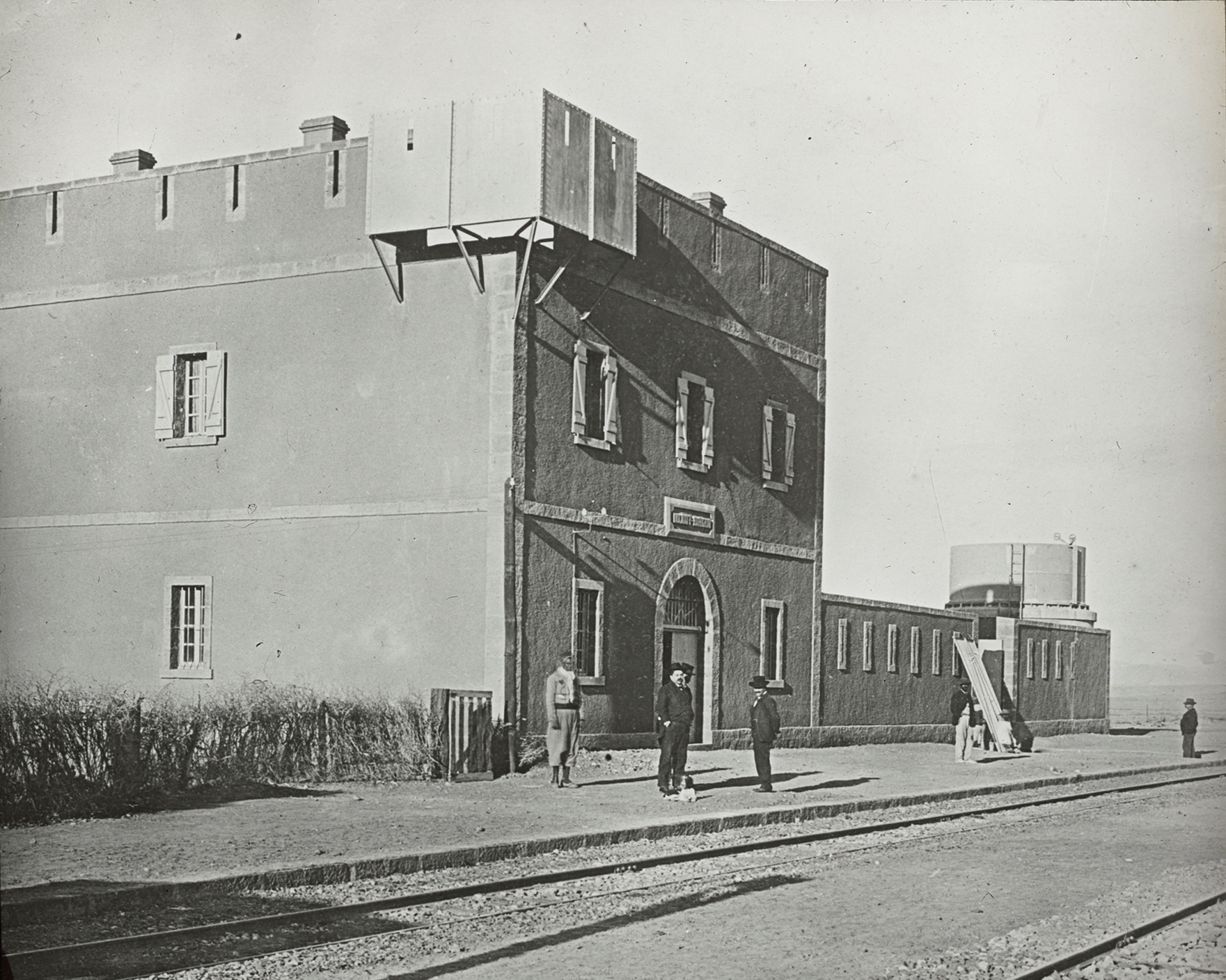
La gare de Moghrar, gare typique des gares fortifiées en Algérie.

Les gares fortifiées en Algérie sont un ensemble de gares ferroviaires construites pendant la colonisation de l'Algérie par l'armée française, à la fin du XIXe siècle et au tout début du XXe siècle dans le nord-ouest de l'Algérie, sur la ligne d'Oran à Kenadsa entre Saïda et Béchar.

## Histoire
En 1874, la Compagnie franco-algérienne obtient la concession d'une ligne ferroviaire entre Arzew et Saïda. Cette ligne a pour objet principal le transport de l'alfa, récolté dans la région de Saïda, vers le port d'Arzew pour son importation en France métropolitaine. La ligne, longue de 170 km, est mise en service en 1879 pour le transport de l'alfa mais aussi au service voyageurs.
En 1881, l'armée française fait face à des soulèvements de tribus menées par Cheikh Bouamama. Aussi, pour permettre un acheminement rapide des troupes, le ministère de la guerre décide la construction d'un prolongement de 180 km de la ligne d'Arzew à Saïda en direction de Mécheria, au cœur des Hauts Plateaux. Les travaux sont réalisés par l'armée en quelques mois. Une première section, de Saïda au Kreider (actuelle El Kheiter), est ouverte en septembre 1881. Une seconde section, du Kreider à Mécheria, est ouverte en avril 1882.. 
Quelques années plus tard, l'armée entreprend un nouveau prolongement de la ligne, de 100 km, en direction de Aïn Sefra, dans l'Atlas saharien. L'objectif est de faciliter la pacification de la région de Figuig, à la limite entre le Maroc et l'Algérie, où des troubles ont lieu régulièrement depuis Traité de Lalla Maghnia (1845) qui n'avait pas défini de frontière dans cette zone. Cette section, entre Mécheria et Aïn Sefra, est ouverte en août 1887. La ligne est à nouveau prolongée par étapes, entre 1901 et 1906, jusqu’à Colomb-Béchar (actuelle Béchar), où une importante garnison est présente, dans le but de sécuriser la zone frontalière algéro-marocaine, foyer permanent d'agitation de la part de tribus hostiles à l'implantation française.
Tout le long de la ligne, de Saïda à Béchar, l’armée établit de petites gares espacées de dix ou vingt kilomètres. Construites comme de petites redoutes militaires, ces gares sont des postes militaires bien plus que des gares de voyageurs,. Leur rôle est de permettre le cantonnement de petites unités militaires pour assurer la sécurité de la ligne face aux attaques des tribus. Certaines peuvent servir de points de rassemblement d'unités transportées par trains, dans le cadre d'opérations militaires.

## Description
Les gares fortifiées sont généralement constituées d'un bâtiment carré, donnant sur la voie ferrée et faisant office de bâtiment voyageurs. Ce bâtiment accueille les services du chef gare ainsi que le commandement de l’unité militaire. Bien souvent, le bâtiment se situe sur la façade avant d'une grande cour rectangulaire protégée par de hauts murs donnant à la gare l'aspect d’un fort militaire typique des places fortes de l'armée française dans le Sahara. La cour pouvait servir de lieu de garnison aux unités militaires et de refuge pour le chef de gare, sa famille et les employés de la compagnie.
Des sortes d'échauguettes en tôle sont installées aux angles du bâtiment principal, elles abritent des guetteurs et permettent une défense en hauteur de la gare. Les murs comportent de petites ouvertures et des meurtrières pour des tirs sur d'éventuels ennemis. Les portes et les fenêtres sont blindées,.
Pour la plupart, ces gares sont construites en dehors de toutes zones habitations, dans des endroits totalement désertiques. Certaines servent aussi de gare de croisement des trains.

## Liste des gares fortifiées
Sur environ 380 km, Une trentaine de gares fortifiées ont été établies entre El Biod et Béchar, :
- El-Biod  (PK 361,000)
- Krebazza  (PK 374,000)
- Teniet-er-Relem  (PK 381,500)
- Mécheria  (PK 389,800)
- Touïfza  (PK 400,100)
- El-Harchaïa  (PK 411,200)
- Naâma  (PK 422,500)
- Souiga  (PK 434,500)
- Moktadelli  (PK 446,500)
- Mékalis  (PK 457,300)
- Bou-Ghellaba  (PK 468,400)
- Tirkount  (PK 480,400)
- Aïn-Séfra  (PK 492,100)
- Tiout  (PK 503,200)
- Aïn-el-Hadjadi  (PK 516,100)
- Rouïba  (PK 526,800)
- Dra-es-Saâ  (PK 537,800)
- Moghrar  (PK 545,900)
- Oglats  (PK 556,200)
- Dayet-el-Kerch  (PK 567,800)
- Djenien-bou-Rezg  (PK 576,500)
- Hadjerat-M'Guil  (PK 592,100)
- Duveyrier  (PK 609,900)
- Oued-el-Assi  (PK 622,700)
- Béni-Ounif  (PK 637,300)
- Mérirès  (PK 655,600)
- Bou-Aïch  (PK 671,800)
- Ben-Zireg  (PK 697,400)
- Hassi-el-Haouari  (PK 724,200)
- Colomb-Béchar  (PK 748,400)

Note : les nombres entre parenthèses correspondent aux points kilométriques des gares comptés depuis la gare d'Oran.

## Galerie de photographies

Sélection de vues de gares fortifiées
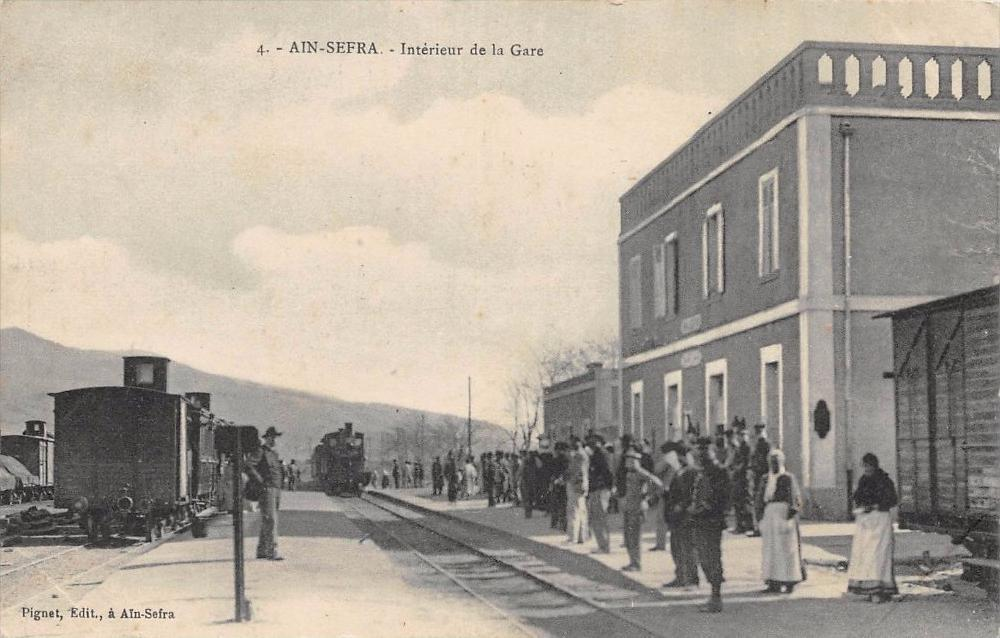
Aïn Sefra
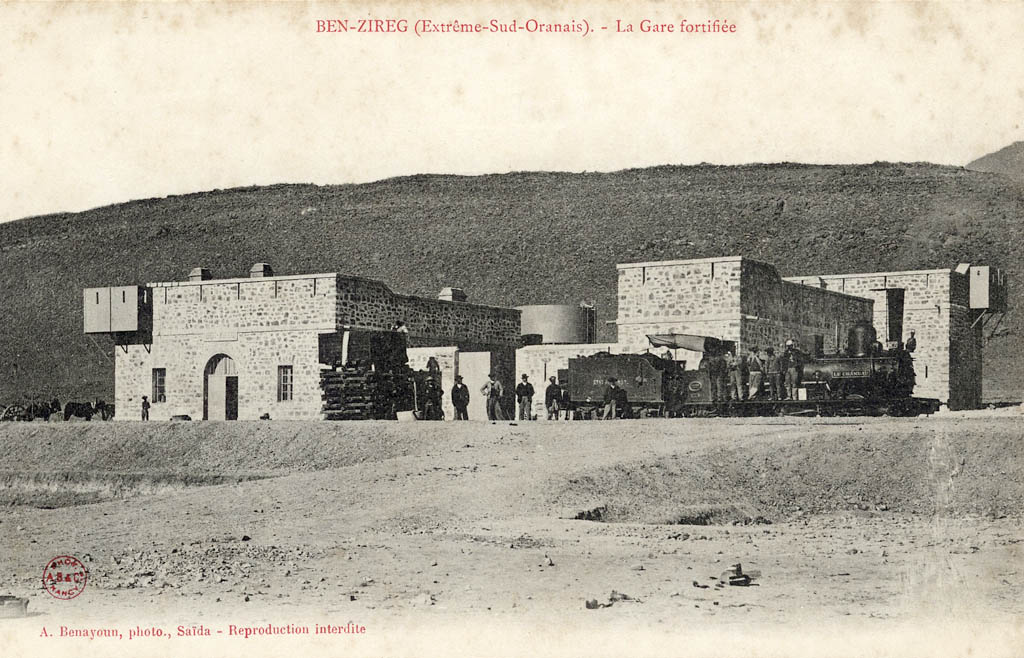
Ben-Zireg
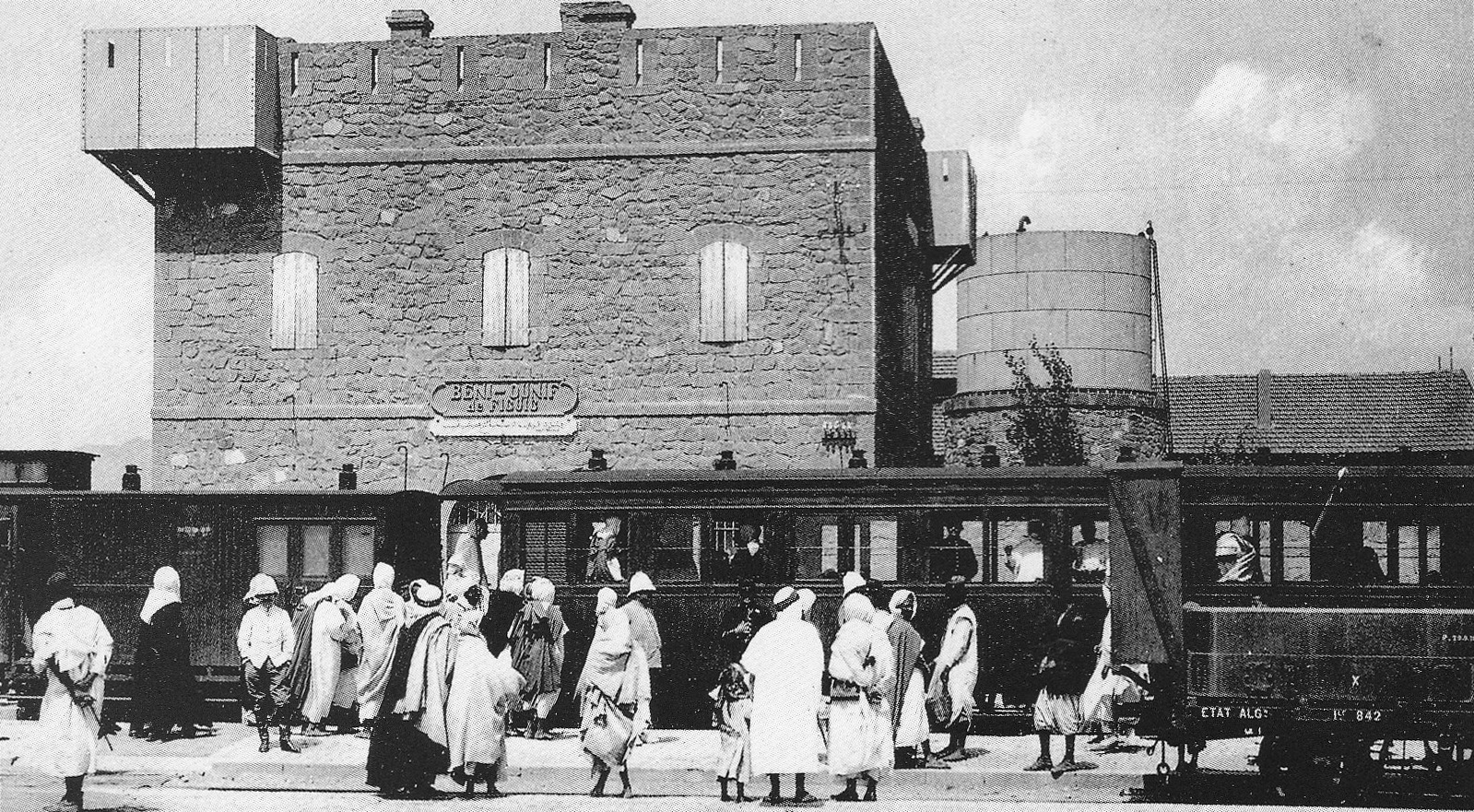
Béni-Ounif
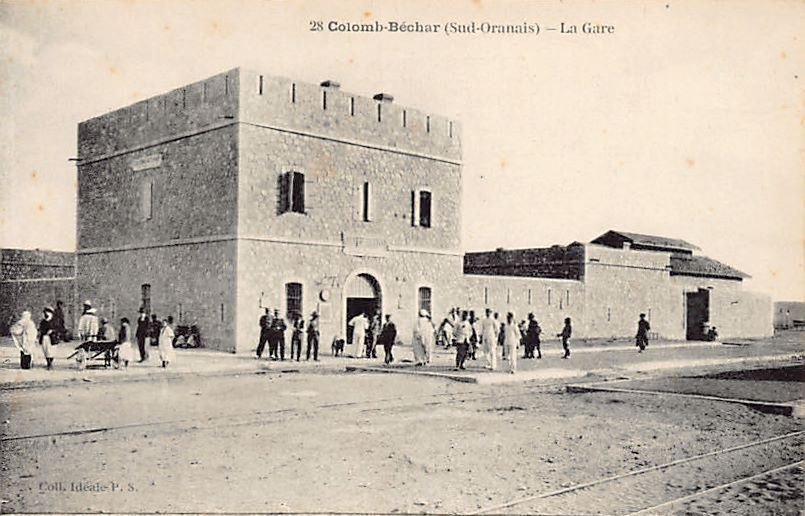
Colomb-Béchar
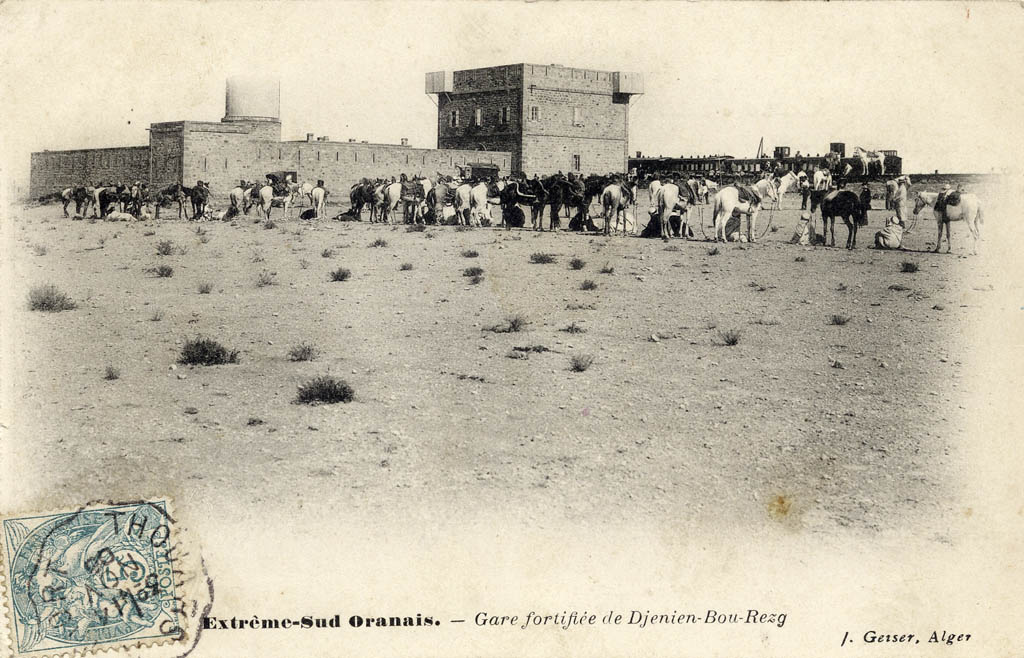
Djenien-Bou-Rez
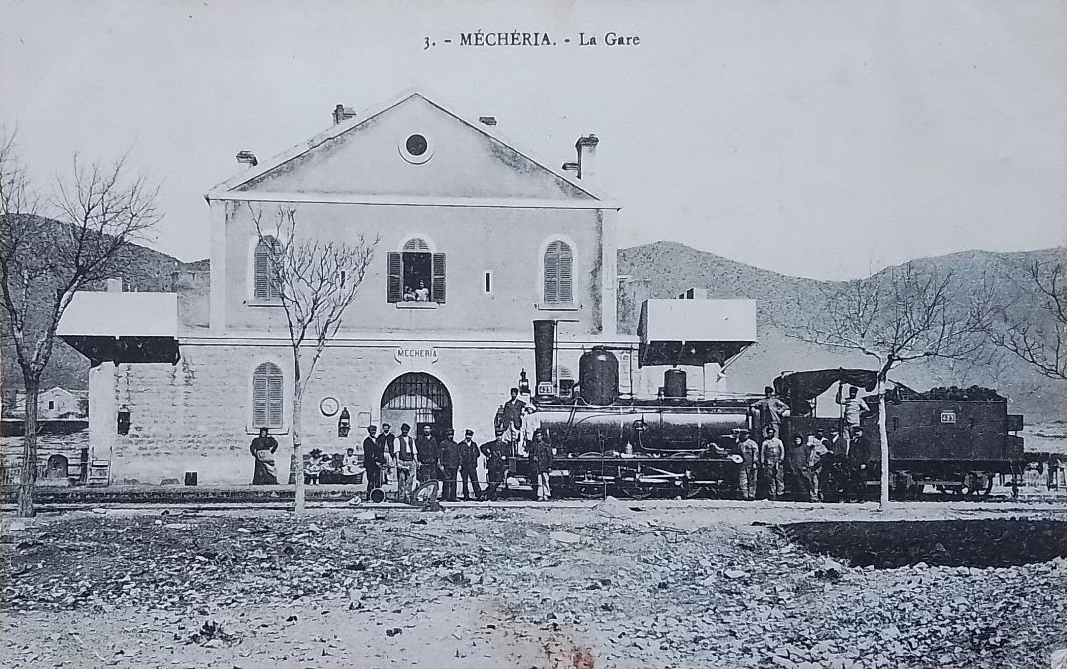
Mécheria